# Marco Bischof
Markus Norbert Bischof (* 24. April 1947 in St. Gallen) ist ein Schweizer Sachbuchautor in den Bereichen der Grenz- und der Parawissenschaft. Sein Buch über Biophotonen erreichte zwölf Auflagen.

## Leben
Nach einer Ausbildung zum diplomierten Atemtherapeuten nach Ilse Middendorf in Berlin und der Matura studierte er Ethnologie, Religionsphilosophie und Psychologie an der Universität Zürich. Er ist Mitglied im Vorstand etlicher Vereinigungen, wie der Gesellschaft für Transpersonale Psychologie.
2009 wurde Marco Bischof mit einer Dissertation über das Salutogenese-Konzept von Aaron Antonovsky am Institut für transkulturelle Gesundheitswissenschaften an der Europa-Universität Viadrina promoviert.

## Werke
- Biophotonen. Das Licht in unseren Zellen. Zweitausendeins, 1995, ISBN 3-86150-095-7.
- Tachyonen Orgonenergie Skalarwellen: Feinstoffliche Felder zwischen Mythos und Wissenschaft. AT Verlag, 2002, ISBN 3-85502-786-2.
- Der Kristallplanet: Globale Netze, platonische Körper und die Musik der Erde. Drachen, 2008, ISBN 3-927369-20-9.
- Unsere Seele kann fliegen: Über Nicola Tesla, Außerkörperlichkeit, heilige Orte im magischen Klangfeld, biologische und kosmische Zyklen, Gesichter … UFOs, keltisches Christentum und Geomantie. Drachen, 2008, ISBN 3-927369-19-5.
- Beiträge in: Fritz-Albert Popp, L. V. Beloussov, L.V.: Integrative Biophysics Biophotonics 2003, ISBN 978-1-4020-1139-9.
- Global Scaling – Basis eines neuen wissenschaftlichen Weltbildes Herausgeber: Wissenschaftlicher Förderverein Global Scaling e.V. FQL-Publishing München ISBN 978-3-940965-21-9
- Marco Bischof, Thorsten Ludwig und Andreas Manthey: Zukunftstechnologien für nachhaltige Entwicklung Unkonventionelle Ansätze zur Energiegewinnung und Aktivierung biologischer Prozesse Eine Darstellung und Erläuterung von sechs Erfolg versprechenden Verfahren, Forschungsbericht des Bundesministeriums für wirtschaftliche Zusammenarbeit und Entwicklung Bericht E 5001-15, Berlin 2005, Broschüre, 92 Seiten
- Salutogenese Unterwegs zur Gesundheit. Drachen Verlag, 2010, ISBN 978-3-927369-48-1 (Inhaltsverzeichnis online)